# Sarciclina
La sarciclina es un antibiótico utilizado para tratar el acné. Específicamente este medicamento se utiliza para el acné moderado a severo de tipo no nodular. Se toma por vía oral.
Los efectos secundarios de este antibiótico incluyen náuseas;  otros efectos secundarios pueden incluir quemaduras solares, mareos e infecciones por Clostridium difficile. El uso durante el embarazo de este medicamento pudiera dañar al bebé. Pertenece a la clase de las tetraciclinas.
El antibiótico sarciclina fue aprobado para uso médico en los Estados Unidos en 2018. En Estados Unidos cuesta alrededor de 750 dólares al mes a partir de 2021. El antibiótico no está disponible en Europa ni en el Reino Unido a partir de 2021.